# Acadèmia Reial de Dansa francesa

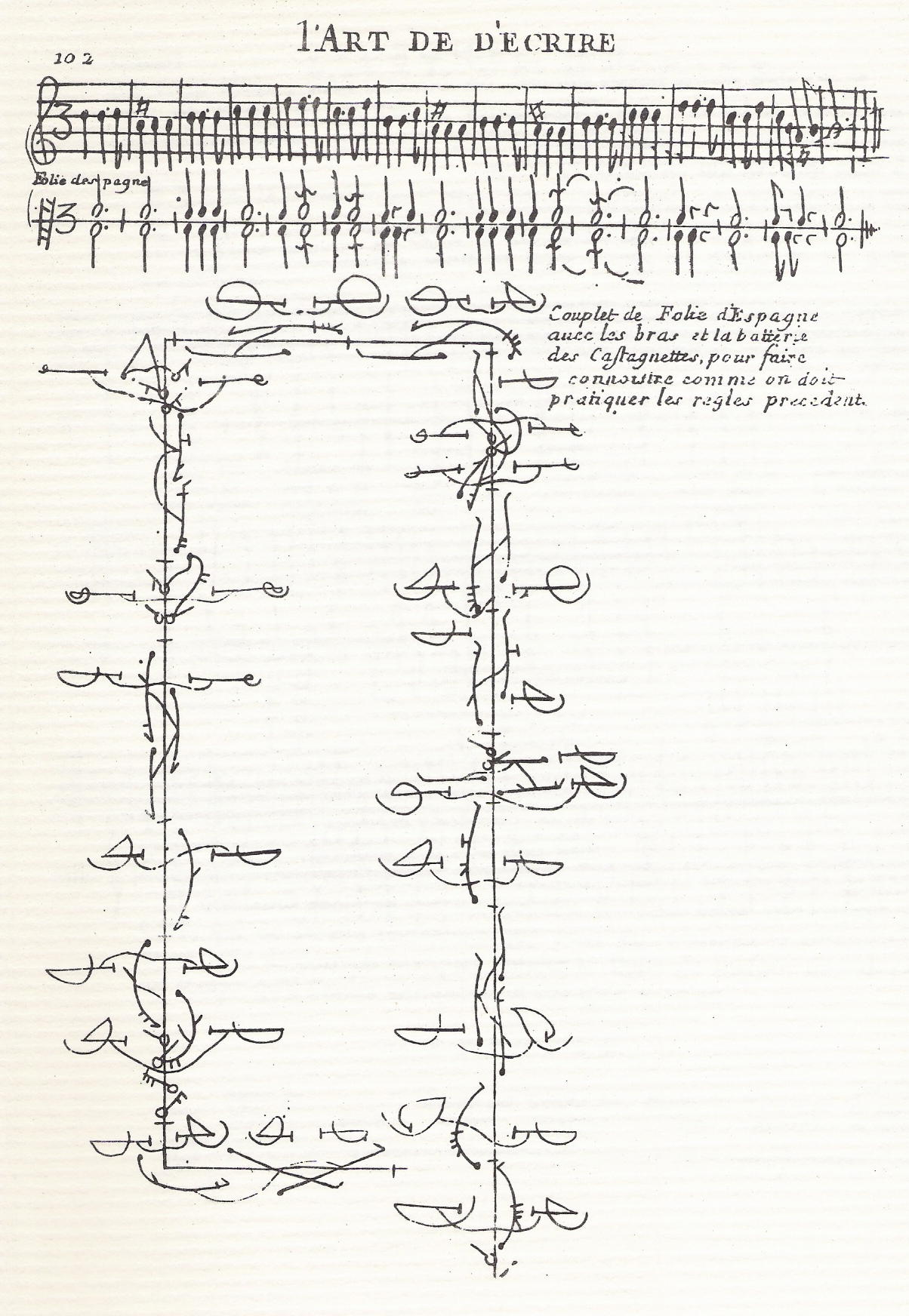
El llibre Chorégraphie va ser un dels encomanats pel rei a l'Acadèmia. A partir d'aquest i altres llibres al segle XX s'ha pogut recuperar la dansa barroca.

L'Acadèmia Reial de Dansa (francès Académie royale de danse) fou una institució creada per iniciativa de Lluís XIV de França per a millorar la tècnica de dansa dels nobles pels balls que ell oferia a la cort, registrada el 1661.
Lluís XIV, des de ben petit, dedicava diverses hores diàries a entrenar-se a la dansa i va adquirir el nom de "Rei Sol" en actuar al Ballet de la Nuit (1653) als quinze anys. La filosofia de l'acadèmia de dansa estava en consonància amb l'Acadèmia Francesa de Richelieu, en el sentit de voler controlar políticament el coneixement per mitjà de l'escriptura i el control de l'accés a allò recollit per escrit. D'altra banda, dotava a la cort, per mitjà de la dansa, dels valors classicistes del rei i de l'època: simetria, ordre, equilibri, claredat i harmonia en tots els elements, també aplicats a l'arquitectura, per exemple, com al castell de Versailles, on s'instal·là la cort en 1682. Els acadèmics (com Louis Pécour, Pierre Beauchamp, Raoul-Auger Feuillet o Charles Compan) van tenir la comanda d'escriure la Chorégraphie i reculls de danses.
Els tretze acadèmics, la majoria, músics i ballarins eren escollits entre els afins al rei i a la cort. Això va ser motiu perquè la confraria dels músics de Saint-Julien publiqués el 1664 un factum contra els pretesos acadèmics. Aquest llarg plet denominat Le mariage de la musique avec la danse, va ser signat per Guillaume Dumanoir, solista de violó del gabinet de sa Majestat, un dels vint-i-cinc de la seva grand'Bande, i anomenat a si mateix de l'Office de Roy des Joueurs d'instruments, & des Maîtres à dancer de France". La querella es va solucionar el 1695 amb un acord que concedia els mateixos drets a les dues parts.
A poc a poc l'elecció dels membres de l'Acadèmia va anar recaient en els càrrecs del ballet de l'Òpera substituint als cortesans. La comesa de l'Acadèmia es va modificar progressivament i els seus membres es van consagrar, essencialment, a la formació dels ballarins.

## Membres de l'Acadèmia Reial de Dansa
| - 1662 (començament de la seva activitat) - François Galant du Désert - Florent Galant du Désert - Jean Renauld - Guillaume Renauld - Guillaume Raynal - Jean Raynal - Guillaume Quéru - Hilaire d'Olivet - Thomas Le Vacher - Nicolas de Lorges - Jean Piquet - François Piquet - Jean Grigny - 1753 (després de Les Spectacles de Paris) - Antoine Bandieri de Laval - François-Robert Marcel - René Malter - François-Antoine Malter - François-Louis Malter - Antoine Dangeville - David Dumoulin - Louis Dupré - Jean-Baptiste Javillier - Antoine Matignon - Denis Dupré - Jean-Barthélemy Lany - Gaëtan Vestris | - 1680 (després de Le Mercure Galant) - Pierre Beauchamp - Jean ou Guillaume Renauld - Florent Galant du Désert - Guillaume Quéru - Bernard de Manthe - Guillaume Raynal - Jean Raynal - Nicolas de Lorges - Jean ou François Piquet - Michel Blondy - Romain Dumirail - Joseph Ferrand - François-Robert Marcel - 1778 (última menció coneguda) - Michel Laval (directeur) - François-Antoine Malter - Jean-Baptiste Javillier - Jean-Denis Dupré - Jean-Barthélemy Lany - Gaëtan Vestris - Lyonnois - Maximilien Gardel - Jean Dauberval - François Duval dit Malter - Jean-Georges Noverre - François-Louis Malter |